# Summit Airport (Delaware)

i7
i11
i13
Der Summit Airport (ICAO-Code: KEVY, FAA-LID: EVY)  ist der Flughafen der Stadt Middletown, Delaware in den Vereinigten Staaten.
Er ist im Besitz der Summit Aviation, Inc.

## Zwischenfälle
- Am 9. November 2008 wurde ein Hubschrauber des Typs Rotorway Executive 162F während eines Triebwerkstarts auf dem Flughafen Summit beschädigt. Als wahrscheinliche Unfallursache gilt, dass der Pilot beim Triebwerksstart die zyklische Blattverstellung übermäßig stark betätigt hatte. Zu dem Unfall trugen die Unerfahrenheit des Piloten und die böigen Windverhältnisse bei.[3][4]